# 미니 컨트리맨
미니 컨트리맨(Mini Countryman)은 미니의 소형 스포츠 유틸리티 자동차이다.

## 1세대(R60)

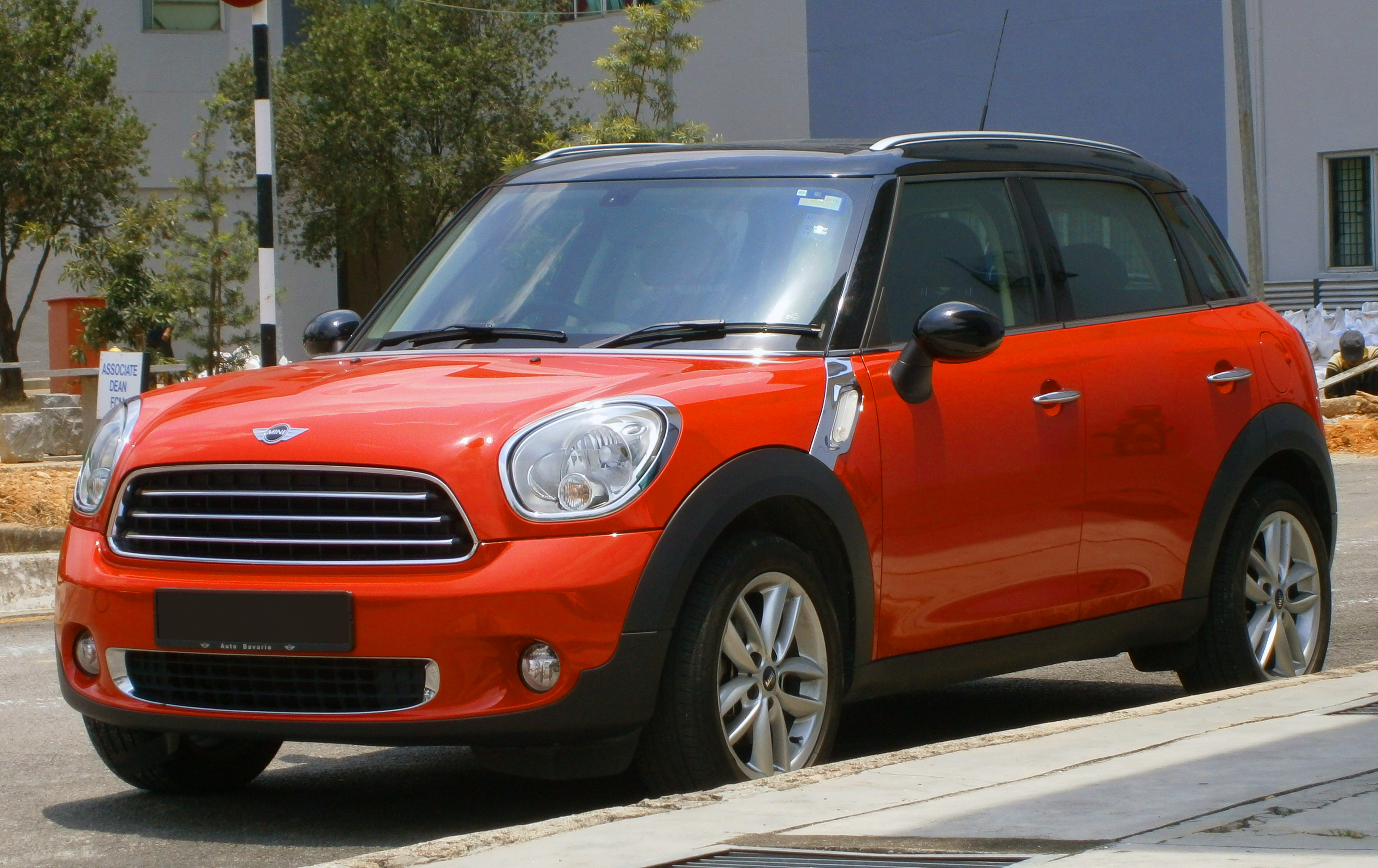
미니 컨트리맨(전기형) 정측면

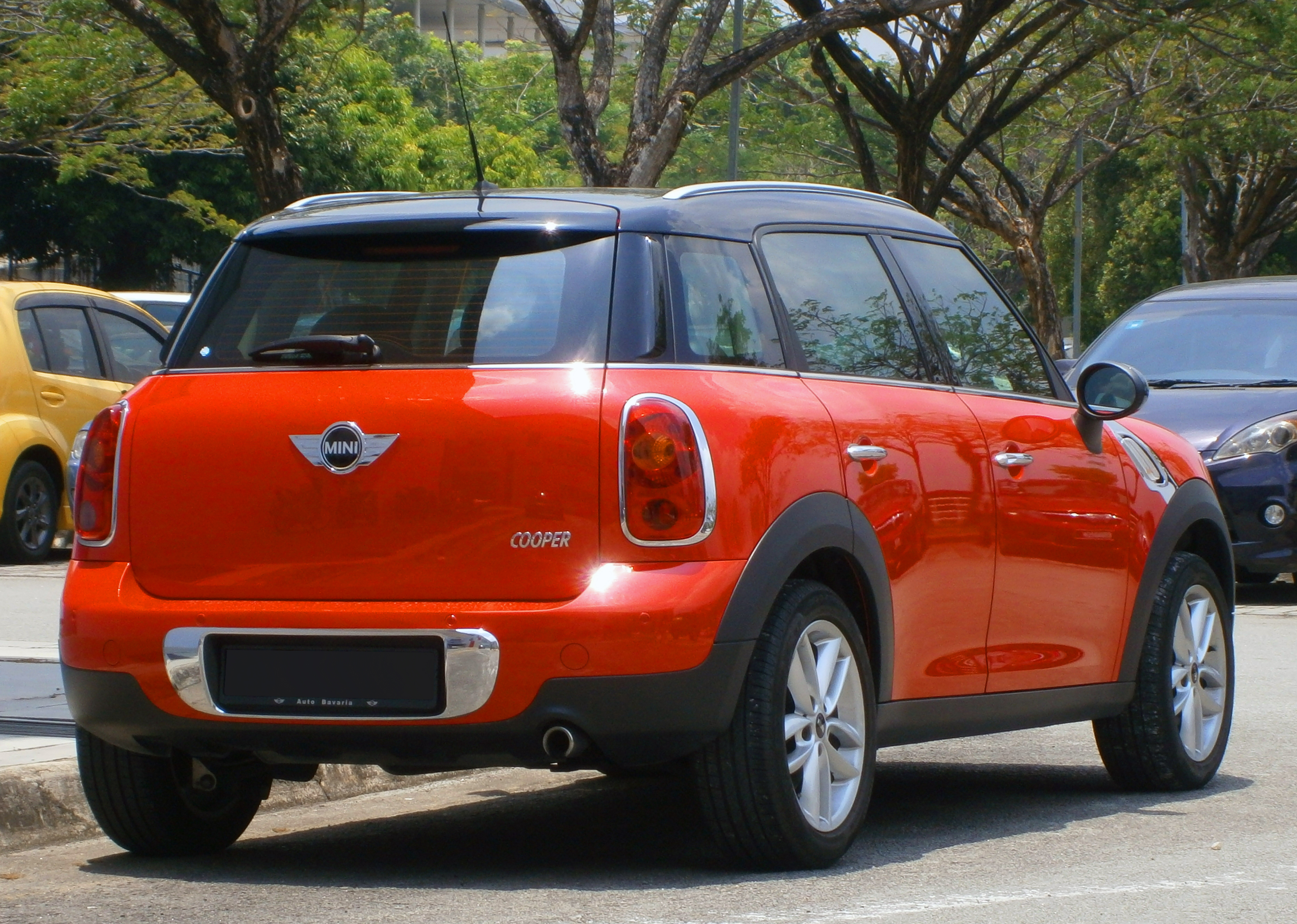
미니 컨트리맨(전기형) 후측면

### 부분 변경

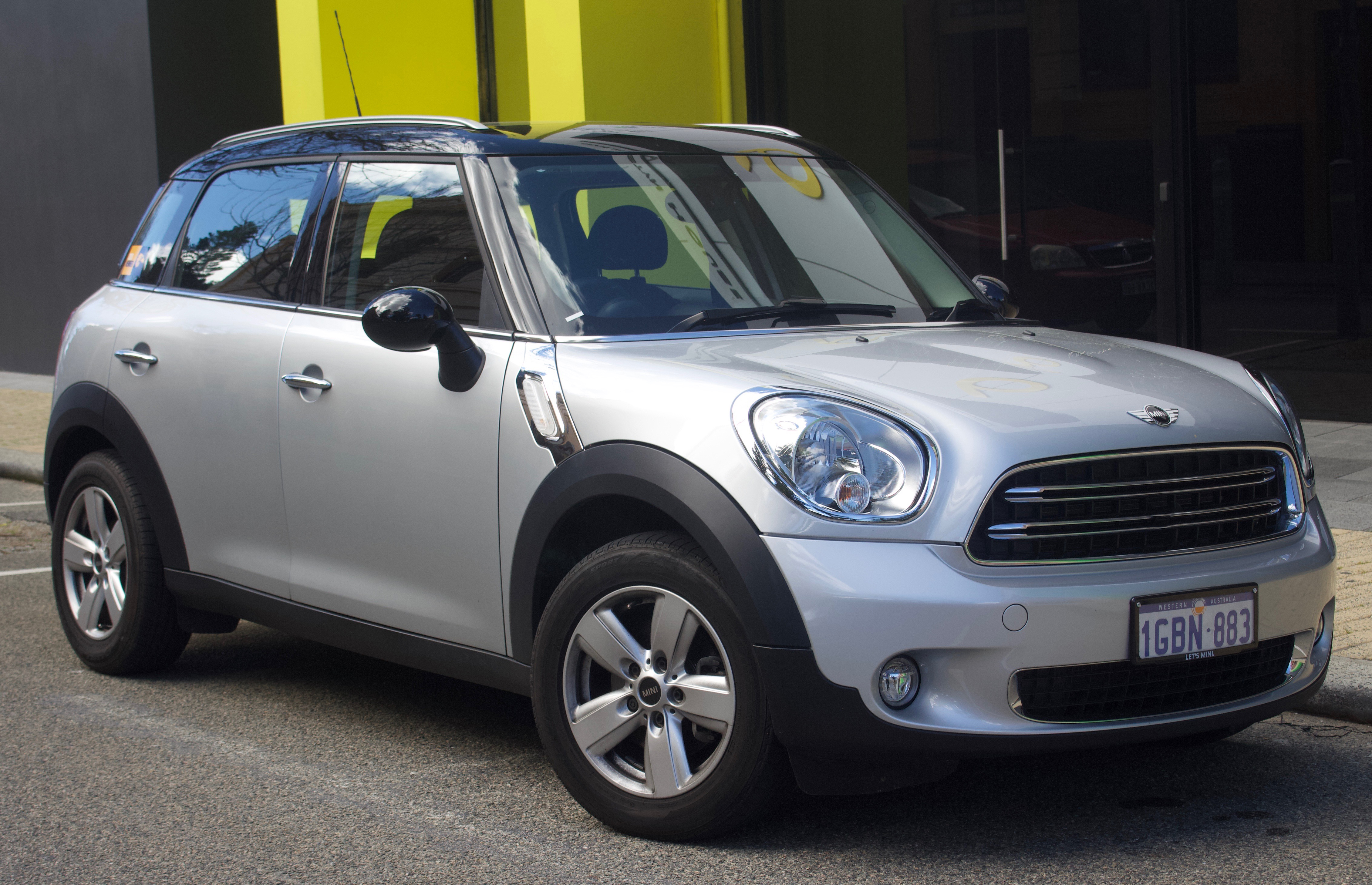
미니 컨트리맨(후기형) 정측면

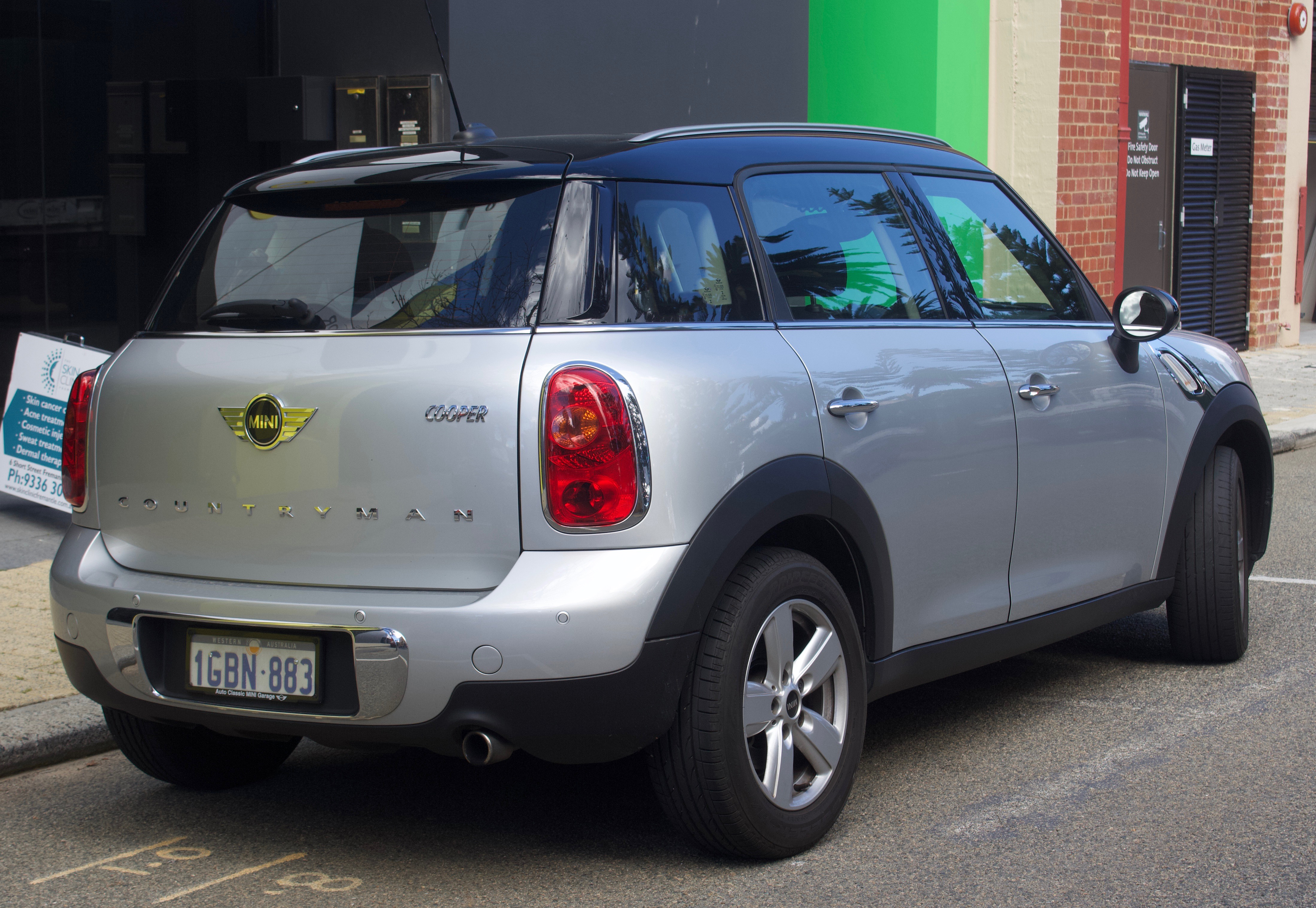
미니 컨트리맨(후기형) 후측면

## 2세대(F60)

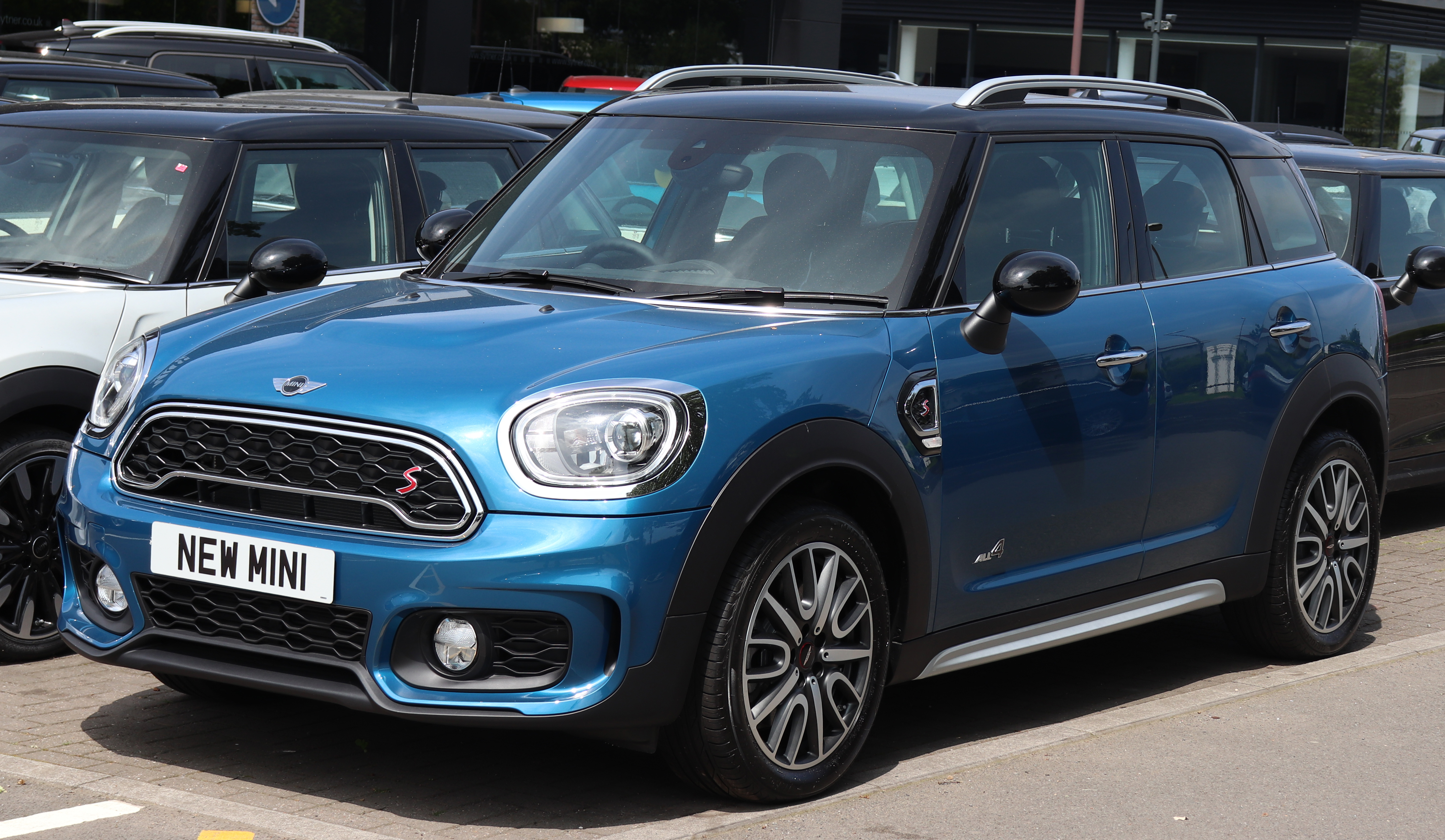
미니 컨트리맨(전기형) 정측면

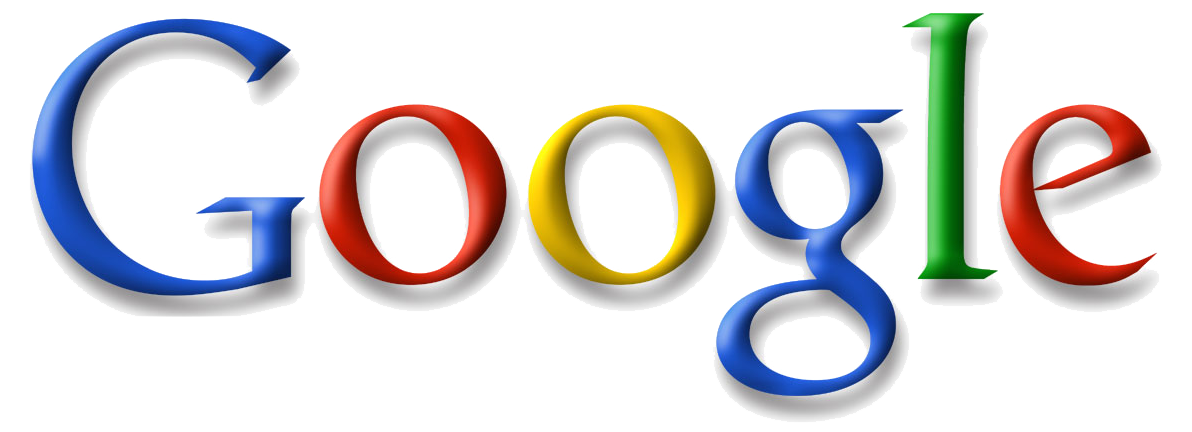
구글 로고(전기형)

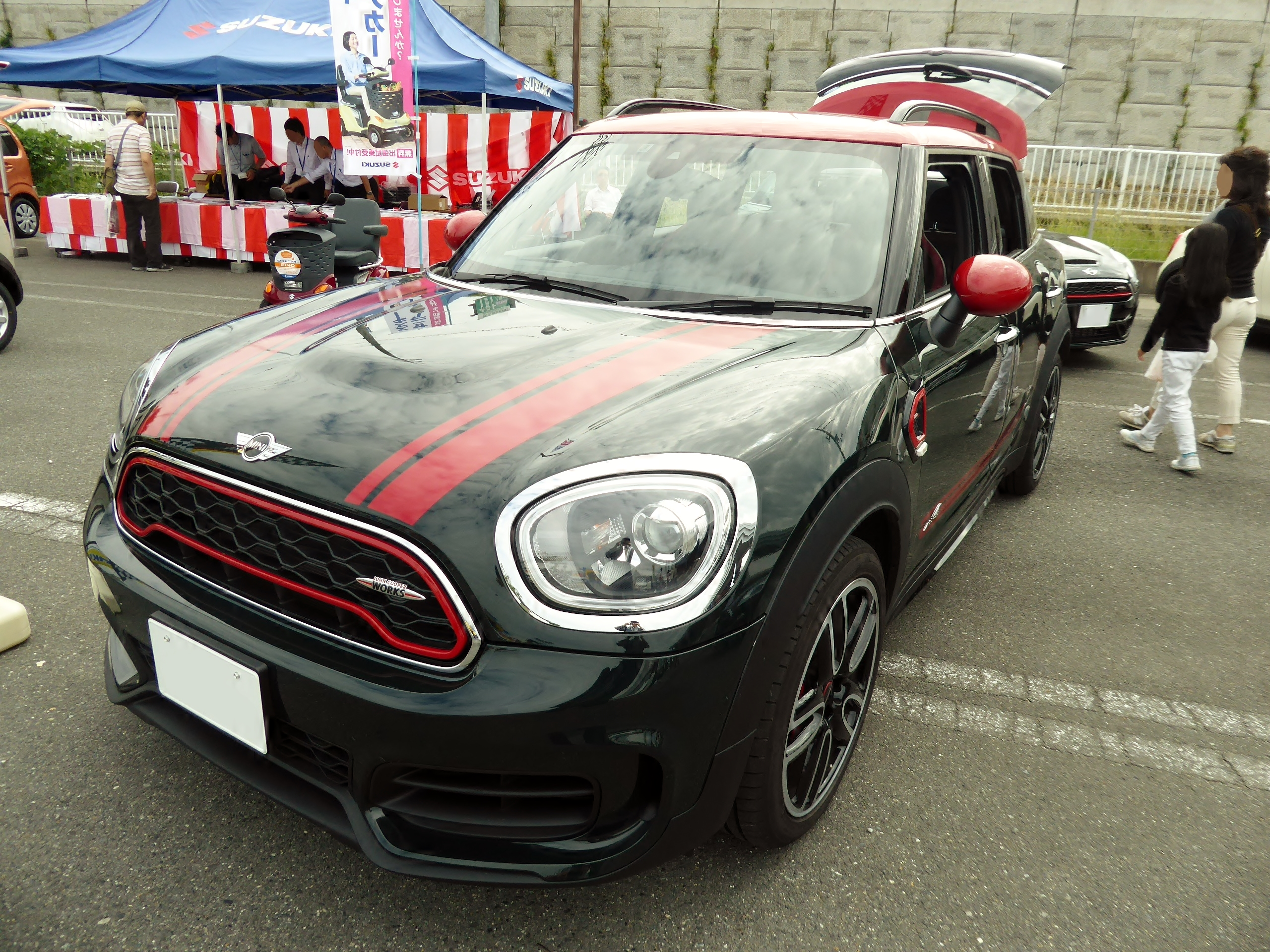
미니 컨트리맨JCW(전기형) 정측면

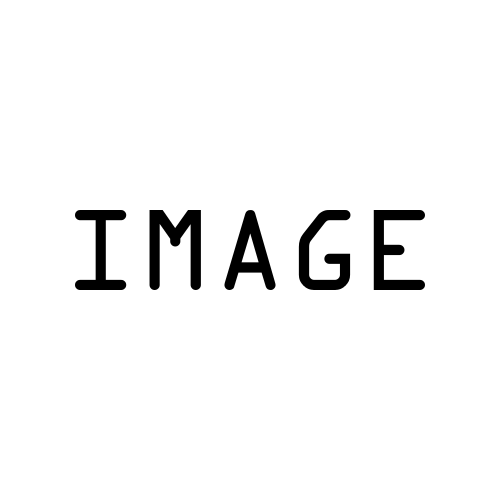
이미지(전기형)

2세대 (F60, 2017~2023)
전기형 : 2017년4월~19년
후기형 : 20년10월~현재